# CL Bay 05a

Zeichnung zu CL Bay 05a

Bei den Bayerischen CL Bay 05a handelte es sich um kurze Durchgangswagen für den Lokalbahnverkehr. Sie wurden im Wagenstandsverzeichnis der Königlich Bayerischen Staatseisenbahnen (K.Bay.Sts.B.) von 1913 unter der Blatt-Nr. 569 geführt.

## Entwicklung
Mit dem größer werdenden Streckennetz an Lokalbahnen einher ging der Bedarf an passenden Wagen für den lokalen Personen-Nahverkehr. Da für die Beförderung nur Tenderlokomotiven mit geringer Zugkraft (z. B. Gattung PtL 2/2) zur Verfügung standen, wurden auch Personenwagen einer besonders leichten Bauart benötigt. Diese Wagen waren nicht für Militärtransporte geeignet.

## Beschaffung
Zwischen 1905 und 1911 wurden insgesamt 281 Wagen in den Gattungen BL, BCL, CL und PPostL beschafft, die alle – bis auf die Wagen der Gattung PPostL – einen einheitlichen Grundriss, offene Endplattformen mit Dixi-Gittern an den Aufstiegen und nur durch Bügel gesicherte Personalübergänge aufwiesen. Statt den bis dato gebräuchlichen Verbundfenstern wurden große Scheiben eingebaut.
Von den Wagen nach Blatt 569 wurden zwischen 1905 und 1911 in insgesamt vier Losen 77 Wagen bei der Fa. Waggonfabrik Josef Rathgeber in München beschafft.

## Verbleib
Bis 1940 wurden insgesamt fünf Wagen ausgemustert. Der Verbleib von acht weiteren Wagen konnte nach Kriegsende 1945 nicht mehr geklärt werden. Von den gelieferten Fahrzeugen kamen noch insgesamt 54 zur DB, wo sie bis 1960 ausgemustert wurden.

## Konstruktive Merkmale

### Untergestell
Der Rahmen der Wagen war komplett aus Profileisen aufgebaut und genietet. Die äußeren Längsträger hatten U-Form mit nach außen gerichteten Flanschen. Die Querträger waren ebenfalls aus U-Profilen und nicht gekröpft. Als Zugeinrichtung hatten die Wagen Schraubenkupplungen nach VDEV. Die Zugstange war durchgehend und mittig gefedert. Als Stoßeinrichtung besaßen die Wagen geschlitzte Korbpuffer mit einer Einbaulänge von 612 Millimetern, die Pufferteller hatten einen Durchmesser von 370 Millimetern.

### Laufwerk
Die Wagen hatten genietete Fachwerkachshalter aus Flacheisen der kurzen, geraden Bauform. Gelagert waren die Achsen in Gleitachslagern. Die Räder hatten Speichenradkörper. Wegen des langen Radstandes von 5.000 Millimetern kamen Vereinslenkachsen zum Einsatz.
Neben einer Handspindelbremse, welche sich auf einer der Plattformen am Wagenende befand, hatten die Wagen auch Druckluftbremsen des Systems Westinghouse.

### Wagenkasten
Der Rahmen des Wagenkastens bestand aus hölzernen Ständerwerk. Dies war außen mit Blechen und innen mit Holz verkleidet. Die Stöße der Bleche wurden durch Deckleisten abgedeckt. Das Dach war flach gerundet und über die offenen Endplattformen hinausgezogen. Die Wagen besaßen umklappbare Lokalbahnauftritte, die später durch normale ersetzt wurden.

### Ausstattung
Der Wagentyp führte ausschließlich die 3. Klasse und hatte insgesamt 37 Sitzplätze und einen Abort. Vier der Sitzplätze befanden sich in einem gesonderten, abgeschlossenen Abteil für Gefangenentransporte (Schubabteil), welches dem Abort gegenüber lag. Für die beiden Endplattformen waren insgesamt 20 Stehplätze ausgewiesen.
Die Beleuchtung erfolgte durch Petroleumlampen. Die Beheizung erfolgte über Dampf. Belüftet wurden die Wagen durch statische Dachlüfter.

## Wagennummern
| Herstelldaten        | Herstelldaten        | Herstelldaten        | Wagennummern je Epoche Gattungszeichen | Wagennummern je Epoche Gattungszeichen | Wagennummern je Epoche Gattungszeichen | Wagennummern je Epoche Gattungszeichen | Wagennummern je Epoche Gattungszeichen | Wagennummern je Epoche Gattungszeichen | Wagennummern je Epoche Gattungszeichen | Fahrwerk | Fahrwerk | Fahrwerk | Ausstattung | Ausstattung | Ausstattung | Ausstattung | Ausstattung | Ausstattung | Ausstattung | Zusatzinfos | Zusatzinfos | Zusatzinfos | Zusatzinfos |
| Bau- jahr            | Her- steller         | Anz.                 | ab 1875                                | ab 1909 (1907)                         | Rep. (1919)                            | DR (ab 1923) | DRG (ab 1930) | DRG n. Umbau | Ausge- mustert | Bremsen | Anz. Achs. | Lenk- achs. | Bl. | Hz. | Anz. Abort | Anz. Sitze je Klasse | Anz. Sitze je Klasse | Anz. Sitze je Klasse | Anz. Sitze je Klasse | Signal- halter | Bemerkung | | |
| Blatt-Nr. 569        | Blatt-Nr. 569        | Blatt-Nr. 569        |                                        | CL                                     |                                        | CL Bay 05a | CL Bay 05a | | | (siehe Legende) | | | (siehe Legende) | (siehe Legende) | | 1. | 2. | 3. | 4. | (siehe Legende) | mit Schubabteil | | |
| -------------------- | -------------------- | -------------------- | -------------------------------------- | -------------------------------------- | -------------------------------------- | --- | --- | --- | --- | --- | --- | --- | --- | --- | --- | --- | --- | --- | --- | --- | --- | --- | --- |
| 1911                 | Rathg.               | 8                    |                                        | 20 788                                 |                                        | 9 241 Au | 9 856 Au | | 05/1952 | Pl, Wsbr | 2 | V | P | D | 1 | | | 37 | | | | | |
| 1911                 | Rathg.               | 8                    | 20 789                                 |                                        | 9 292 Mü                               | 9 864 Mü | | 04/1951 | Altschadwagen | Pl, Wsbr | 2 | V | P | D | 1 | | | 37 | | | | | |
| 1911                 | Rathg.               | 8                    | 20 790                                 |                                        | 9 293 Mü                               | 9 865 Mü | | 11/1955 | | Pl, Wsbr | 2 | V | P | D | 1 | | | 37 | | | | | |
| 1911                 | Rathg.               | 8                    | 20 791                                 |                                        | 9 294 Mü                               | 9 866 Mü | | 09/1955 | | Pl, Wsbr | 2 | V | P | D | 1 | | | 37 | | | | | |
| 1911                 | Rathg.               | 8                    | 20 792                                 |                                        | 9 295 Mü                               | 9 867 Mü | | ? 1945 | | Pl, Wsbr | 2 | V | P | D | 1 | | | 37 | | | | | |
| 1911                 | Rathg.               | 8                    | 20 793                                 |                                        | 9 296 Mü                               | 9 868 Mü | | 10/1960 | | Pl, Wsbr | 2 | V | P | D | 1 | | | 37 | | | | | |
| 1911                 | Rathg.               | 8                    | 20 794                                 |                                        | 9 242 Au                               | 9 857 Au | | 08/1960 | | Pl, Wsbr | 2 | V | P | D | 1 | | | 37 | | | | | |
| 1911                 | Rathg.               | 8                    | 20 795                                 |                                        | 9 243 Au                               | 9 858 Au | | 05/1958 | | Pl, Wsbr | 2 | V | P | D | 1 | | | 37 | | | | | |
| Legende Bremsen      | Legende Bremsen      | Legende Bremsen      | Legende Bremsen                        | Handbremstypen                         | Handbremstypen                         | BrH = Bremserhaus, Pl = Handbremse auf Plattform, Fsbr = Freisitzbremse | BrH = Bremserhaus, Pl = Handbremse auf Plattform, Fsbr = Freisitzbremse | BrH = Bremserhaus, Pl = Handbremse auf Plattform, Fsbr = Freisitzbremse | BrH = Bremserhaus, Pl = Handbremse auf Plattform, Fsbr = Freisitzbremse | BrH = Bremserhaus, Pl = Handbremse auf Plattform, Fsbr = Freisitzbremse | BrH = Bremserhaus, Pl = Handbremse auf Plattform, Fsbr = Freisitzbremse | BrH = Bremserhaus, Pl = Handbremse auf Plattform, Fsbr = Freisitzbremse | BrH = Bremserhaus, Pl = Handbremse auf Plattform, Fsbr = Freisitzbremse | BrH = Bremserhaus, Pl = Handbremse auf Plattform, Fsbr = Freisitzbremse | BrH = Bremserhaus, Pl = Handbremse auf Plattform, Fsbr = Freisitzbremse | BrH = Bremserhaus, Pl = Handbremse auf Plattform, Fsbr = Freisitzbremse | BrH = Bremserhaus, Pl = Handbremse auf Plattform, Fsbr = Freisitzbremse | BrH = Bremserhaus, Pl = Handbremse auf Plattform, Fsbr = Freisitzbremse | BrH = Bremserhaus, Pl = Handbremse auf Plattform, Fsbr = Freisitzbremse | BrH = Bremserhaus, Pl = Handbremse auf Plattform, Fsbr = Freisitzbremse | BrH = Bremserhaus, Pl = Handbremse auf Plattform, Fsbr = Freisitzbremse | BrH = Bremserhaus, Pl = Handbremse auf Plattform, Fsbr = Freisitzbremse | BrH = Bremserhaus, Pl = Handbremse auf Plattform, Fsbr = Freisitzbremse |
|                      |                      |                      |                                        | Druckluftbremsen                       | Druckluftbremsen                       | Hnbr = Henri-Bremse, Hsbr = Henri-Schnellbremse, Kp. = Knorr-Bremse, Sbr. = Schleifer-Bremse, Ssbr = Schleifer-Schnellbremse, Wbr = Westinghouse-Bremse, Wsbr = Westinghouse-Schnellbremse | Hnbr = Henri-Bremse, Hsbr = Henri-Schnellbremse, Kp. = Knorr-Bremse, Sbr. = Schleifer-Bremse, Ssbr = Schleifer-Schnellbremse, Wbr = Westinghouse-Bremse, Wsbr = Westinghouse-Schnellbremse | Hnbr = Henri-Bremse, Hsbr = Henri-Schnellbremse, Kp. = Knorr-Bremse, Sbr. = Schleifer-Bremse, Ssbr = Schleifer-Schnellbremse, Wbr = Westinghouse-Bremse, Wsbr = Westinghouse-Schnellbremse | Hnbr = Henri-Bremse, Hsbr = Henri-Schnellbremse, Kp. = Knorr-Bremse, Sbr. = Schleifer-Bremse, Ssbr = Schleifer-Schnellbremse, Wbr = Westinghouse-Bremse, Wsbr = Westinghouse-Schnellbremse | Hnbr = Henri-Bremse, Hsbr = Henri-Schnellbremse, Kp. = Knorr-Bremse, Sbr. = Schleifer-Bremse, Ssbr = Schleifer-Schnellbremse, Wbr = Westinghouse-Bremse, Wsbr = Westinghouse-Schnellbremse | Hnbr = Henri-Bremse, Hsbr = Henri-Schnellbremse, Kp. = Knorr-Bremse, Sbr. = Schleifer-Bremse, Ssbr = Schleifer-Schnellbremse, Wbr = Westinghouse-Bremse, Wsbr = Westinghouse-Schnellbremse | Hnbr = Henri-Bremse, Hsbr = Henri-Schnellbremse, Kp. = Knorr-Bremse, Sbr. = Schleifer-Bremse, Ssbr = Schleifer-Schnellbremse, Wbr = Westinghouse-Bremse, Wsbr = Westinghouse-Schnellbremse | Hnbr = Henri-Bremse, Hsbr = Henri-Schnellbremse, Kp. = Knorr-Bremse, Sbr. = Schleifer-Bremse, Ssbr = Schleifer-Schnellbremse, Wbr = Westinghouse-Bremse, Wsbr = Westinghouse-Schnellbremse | Hnbr = Henri-Bremse, Hsbr = Henri-Schnellbremse, Kp. = Knorr-Bremse, Sbr. = Schleifer-Bremse, Ssbr = Schleifer-Schnellbremse, Wbr = Westinghouse-Bremse, Wsbr = Westinghouse-Schnellbremse | Hnbr = Henri-Bremse, Hsbr = Henri-Schnellbremse, Kp. = Knorr-Bremse, Sbr. = Schleifer-Bremse, Ssbr = Schleifer-Schnellbremse, Wbr = Westinghouse-Bremse, Wsbr = Westinghouse-Schnellbremse | Hnbr = Henri-Bremse, Hsbr = Henri-Schnellbremse, Kp. = Knorr-Bremse, Sbr. = Schleifer-Bremse, Ssbr = Schleifer-Schnellbremse, Wbr = Westinghouse-Bremse, Wsbr = Westinghouse-Schnellbremse | Hnbr = Henri-Bremse, Hsbr = Henri-Schnellbremse, Kp. = Knorr-Bremse, Sbr. = Schleifer-Bremse, Ssbr = Schleifer-Schnellbremse, Wbr = Westinghouse-Bremse, Wsbr = Westinghouse-Schnellbremse | Hnbr = Henri-Bremse, Hsbr = Henri-Schnellbremse, Kp. = Knorr-Bremse, Sbr. = Schleifer-Bremse, Ssbr = Schleifer-Schnellbremse, Wbr = Westinghouse-Bremse, Wsbr = Westinghouse-Schnellbremse | Hnbr = Henri-Bremse, Hsbr = Henri-Schnellbremse, Kp. = Knorr-Bremse, Sbr. = Schleifer-Bremse, Ssbr = Schleifer-Schnellbremse, Wbr = Westinghouse-Bremse, Wsbr = Westinghouse-Schnellbremse | Hnbr = Henri-Bremse, Hsbr = Henri-Schnellbremse, Kp. = Knorr-Bremse, Sbr. = Schleifer-Bremse, Ssbr = Schleifer-Schnellbremse, Wbr = Westinghouse-Bremse, Wsbr = Westinghouse-Schnellbremse | Hnbr = Henri-Bremse, Hsbr = Henri-Schnellbremse, Kp. = Knorr-Bremse, Sbr. = Schleifer-Bremse, Ssbr = Schleifer-Schnellbremse, Wbr = Westinghouse-Bremse, Wsbr = Westinghouse-Schnellbremse | Hnbr = Henri-Bremse, Hsbr = Henri-Schnellbremse, Kp. = Knorr-Bremse, Sbr. = Schleifer-Bremse, Ssbr = Schleifer-Schnellbremse, Wbr = Westinghouse-Bremse, Wsbr = Westinghouse-Schnellbremse | Hnbr = Henri-Bremse, Hsbr = Henri-Schnellbremse, Kp. = Knorr-Bremse, Sbr. = Schleifer-Bremse, Ssbr = Schleifer-Schnellbremse, Wbr = Westinghouse-Bremse, Wsbr = Westinghouse-Schnellbremse |
|                      |                      |                      |                                        | Saugluftbremsen                        | Saugluftbremsen                        | Hbr = Hardy-Bremse, Ahbr = Autom. Hardy-Vacuumbremse | Hbr = Hardy-Bremse, Ahbr = Autom. Hardy-Vacuumbremse | Hbr = Hardy-Bremse, Ahbr = Autom. Hardy-Vacuumbremse | Hbr = Hardy-Bremse, Ahbr = Autom. Hardy-Vacuumbremse | Hbr = Hardy-Bremse, Ahbr = Autom. Hardy-Vacuumbremse | Hbr = Hardy-Bremse, Ahbr = Autom. Hardy-Vacuumbremse | Hbr = Hardy-Bremse, Ahbr = Autom. Hardy-Vacuumbremse | Hbr = Hardy-Bremse, Ahbr = Autom. Hardy-Vacuumbremse | Hbr = Hardy-Bremse, Ahbr = Autom. Hardy-Vacuumbremse | Hbr = Hardy-Bremse, Ahbr = Autom. Hardy-Vacuumbremse | Hbr = Hardy-Bremse, Ahbr = Autom. Hardy-Vacuumbremse | Hbr = Hardy-Bremse, Ahbr = Autom. Hardy-Vacuumbremse | Hbr = Hardy-Bremse, Ahbr = Autom. Hardy-Vacuumbremse | Hbr = Hardy-Bremse, Ahbr = Autom. Hardy-Vacuumbremse | Hbr = Hardy-Bremse, Ahbr = Autom. Hardy-Vacuumbremse | Hbr = Hardy-Bremse, Ahbr = Autom. Hardy-Vacuumbremse | Hbr = Hardy-Bremse, Ahbr = Autom. Hardy-Vacuumbremse | Hbr = Hardy-Bremse, Ahbr = Autom. Hardy-Vacuumbremse |
| Legende BL           | Legende BL           | Legende BL           | Legende BL                             | Arten der Beleuchtung                  | Arten der Beleuchtung                  | P = Petroleumleuchte, G = Gasleuchte, Gg = Gas-Glühleuchte, El = elektrische Beleuchtung                                                                                                   | P = Petroleumleuchte, G = Gasleuchte, Gg = Gas-Glühleuchte, El = elektrische Beleuchtung                                                                                                   | P = Petroleumleuchte, G = Gasleuchte, Gg = Gas-Glühleuchte, El = elektrische Beleuchtung                                                                                                   | P = Petroleumleuchte, G = Gasleuchte, Gg = Gas-Glühleuchte, El = elektrische Beleuchtung                                                                                                   | P = Petroleumleuchte, G = Gasleuchte, Gg = Gas-Glühleuchte, El = elektrische Beleuchtung                                                                                                   | P = Petroleumleuchte, G = Gasleuchte, Gg = Gas-Glühleuchte, El = elektrische Beleuchtung                                                                                                   | P = Petroleumleuchte, G = Gasleuchte, Gg = Gas-Glühleuchte, El = elektrische Beleuchtung                                                                                                   | P = Petroleumleuchte, G = Gasleuchte, Gg = Gas-Glühleuchte, El = elektrische Beleuchtung                                                                                                   | P = Petroleumleuchte, G = Gasleuchte, Gg = Gas-Glühleuchte, El = elektrische Beleuchtung                                                                                                   | P = Petroleumleuchte, G = Gasleuchte, Gg = Gas-Glühleuchte, El = elektrische Beleuchtung                                                                                                   | P = Petroleumleuchte, G = Gasleuchte, Gg = Gas-Glühleuchte, El = elektrische Beleuchtung                                                                                                   | P = Petroleumleuchte, G = Gasleuchte, Gg = Gas-Glühleuchte, El = elektrische Beleuchtung                                                                                                   | P = Petroleumleuchte, G = Gasleuchte, Gg = Gas-Glühleuchte, El = elektrische Beleuchtung                                                                                                   | P = Petroleumleuchte, G = Gasleuchte, Gg = Gas-Glühleuchte, El = elektrische Beleuchtung                                                                                                   | P = Petroleumleuchte, G = Gasleuchte, Gg = Gas-Glühleuchte, El = elektrische Beleuchtung                                                                                                   | P = Petroleumleuchte, G = Gasleuchte, Gg = Gas-Glühleuchte, El = elektrische Beleuchtung                                                                                                   | P = Petroleumleuchte, G = Gasleuchte, Gg = Gas-Glühleuchte, El = elektrische Beleuchtung                                                                                                   | P = Petroleumleuchte, G = Gasleuchte, Gg = Gas-Glühleuchte, El = elektrische Beleuchtung                                                                                                   |
| Legende HZ           | Legende HZ           | Legende HZ           | Legende HZ                             | Arten der Beheizung                    | Arten der Beheizung                    | O = Ofenheizung, D = Dampfheizung, Pr. = Presskohleheizung, L = nur Dampfleitung | O = Ofenheizung, D = Dampfheizung, Pr. = Presskohleheizung, L = nur Dampfleitung | O = Ofenheizung, D = Dampfheizung, Pr. = Presskohleheizung, L = nur Dampfleitung | O = Ofenheizung, D = Dampfheizung, Pr. = Presskohleheizung, L = nur Dampfleitung | O = Ofenheizung, D = Dampfheizung, Pr. = Presskohleheizung, L = nur Dampfleitung | O = Ofenheizung, D = Dampfheizung, Pr. = Presskohleheizung, L = nur Dampfleitung | O = Ofenheizung, D = Dampfheizung, Pr. = Presskohleheizung, L = nur Dampfleitung | O = Ofenheizung, D = Dampfheizung, Pr. = Presskohleheizung, L = nur Dampfleitung | O = Ofenheizung, D = Dampfheizung, Pr. = Presskohleheizung, L = nur Dampfleitung | O = Ofenheizung, D = Dampfheizung, Pr. = Presskohleheizung, L = nur Dampfleitung | O = Ofenheizung, D = Dampfheizung, Pr. = Presskohleheizung, L = nur Dampfleitung | O = Ofenheizung, D = Dampfheizung, Pr. = Presskohleheizung, L = nur Dampfleitung | O = Ofenheizung, D = Dampfheizung, Pr. = Presskohleheizung, L = nur Dampfleitung | O = Ofenheizung, D = Dampfheizung, Pr. = Presskohleheizung, L = nur Dampfleitung | O = Ofenheizung, D = Dampfheizung, Pr. = Presskohleheizung, L = nur Dampfleitung | O = Ofenheizung, D = Dampfheizung, Pr. = Presskohleheizung, L = nur Dampfleitung | O = Ofenheizung, D = Dampfheizung, Pr. = Presskohleheizung, L = nur Dampfleitung | O = Ofenheizung, D = Dampfheizung, Pr. = Presskohleheizung, L = nur Dampfleitung |
| Legende Signalhalter | Legende Signalhalter | Legende Signalhalter | Legende Signalhalter                   | zum Übergang nach                      | zum Übergang nach                      | AT = Österreich, IT = Italien, CH = Schweiz, FR = Frankreich, BE = Belgien | AT = Österreich, IT = Italien, CH = Schweiz, FR = Frankreich, BE = Belgien | AT = Österreich, IT = Italien, CH = Schweiz, FR = Frankreich, BE = Belgien | AT = Österreich, IT = Italien, CH = Schweiz, FR = Frankreich, BE = Belgien | AT = Österreich, IT = Italien, CH = Schweiz, FR = Frankreich, BE = Belgien | AT = Österreich, IT = Italien, CH = Schweiz, FR = Frankreich, BE = Belgien | AT = Österreich, IT = Italien, CH = Schweiz, FR = Frankreich, BE = Belgien | AT = Österreich, IT = Italien, CH = Schweiz, FR = Frankreich, BE = Belgien | AT = Österreich, IT = Italien, CH = Schweiz, FR = Frankreich, BE = Belgien | AT = Österreich, IT = Italien, CH = Schweiz, FR = Frankreich, BE = Belgien | AT = Österreich, IT = Italien, CH = Schweiz, FR = Frankreich, BE = Belgien | AT = Österreich, IT = Italien, CH = Schweiz, FR = Frankreich, BE = Belgien | AT = Österreich, IT = Italien, CH = Schweiz, FR = Frankreich, BE = Belgien | AT = Österreich, IT = Italien, CH = Schweiz, FR = Frankreich, BE = Belgien | AT = Österreich, IT = Italien, CH = Schweiz, FR = Frankreich, BE = Belgien | AT = Österreich, IT = Italien, CH = Schweiz, FR = Frankreich, BE = Belgien | AT = Österreich, IT = Italien, CH = Schweiz, FR = Frankreich, BE = Belgien | AT = Österreich, IT = Italien, CH = Schweiz, FR = Frankreich, BE = Belgien |